# La elefanta del mago
La elefanta del mago (título original en inglés: The Magician's Elephant) es una película animada de aventuras y fantasía de 2023 dirigida por Wendy Rogers, escrita por Martin Hynes y producida por Julia Pistor. Basada en la novela homónima de 2009 de Kate DiCamillo, la película cuenta con las voces de Noah Jupe, Mandy Patinkin, Natasia Demetriou, Benedict Wong, Miranda Richardson y Aasif Mandvi. Animada por Animal Logic, la película fue distribuida por Netflix y estrenada el 17 de marzo de 2023.

## Sinopsis
Un perseverante niño acepta el desafío que le hace un rey de llevar a cabo tres tareas imposibles a cambio de una elefanta mágica que puede ayudarlo a cumplir su destino.

## Reparto
- Noah Jupe como Peter
- Mandy Patinkin como Vilna Lutz
- Brian Tyree Henry como Leo Matienne
- Natasia Demetriou como Adivina[1]
- Sian Clifford como Gloria Matienne
- Benedict Wong como El Mago
- Miranda Richardson como Madam LaVaughn
- Kirby Howell-Baptiste como La Condesa
- Aasif Mandvi como El Rey
- Pixie Davies como Adele
- Dawn French como Hermana Marie[1]

## Producción
El 17 de agosto de 2009, 20th Century Fox anunció que Martin Hynes adaptaría una novela titulada The Magician's Elephant, que aún no se había estrenado, a un largometraje. En ese mismo anuncio, también fue confirmada como productora de la película la ex productora de Nickelodeon Movies, Julia Pistor. El 15 de diciembre de 2020, después de pasar en el infierno del desarrollo durante varios años, se anunció que Pistor había llevado la propiedad a Netflix, quien adquirió los derechos cinematográficos del libro y el guion para desarrollar el largometraje animado, con Animal Logic en Sydney. trabajando en la animación. En el mismo anuncio, Noah Jupe, Benedict Wong, Pixie Davies, Sian Clifford, Brian Tyree Henry, Mandy Patinkin, Natasia Demetriou, Aasif Mandvi, Miranda Richardson y Kirby Howell-Baptiste fueron elegidos para protagonizar la película.

## Estreno
La elefanta del mago se estrenó el 17 de marzo de 2023.